# Alfredo Rogerio Pérez Bravo

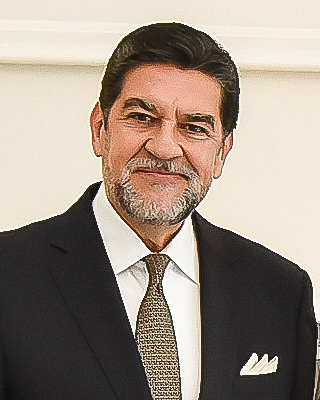
Alfredo Rogerio Pérez Bravo (2019)

Alfredo Rogerio Pérez Bravo (* 30. Dezember 1956 in Mexiko-Stadt) ist ein mexikanischer Botschafter.

## Leben
Alfredo Rogerio Pérez Bravo studierte Internationale Beziehungen an der Nationalen Autonomen Universität von Mexiko und trat im Februar 1976 in den auswärtigen Dienst. Von 1976 bis 1982 war er im Secretaría de Relaciones Exteriores beschäftigt.
Danach war er von 1983 bis 1987 in Stockholm, Schweden akkreditiert, wo er zeitweise als Geschäftsträger fungierte. Anschließend war er bis 1989 in Washington, D.C. akkreditiert.
Alfredo Rogerio Pérez Bravo trat am 20. Dezember 1991 als Botschafter in Algier in Algerien seinen Dienst an und blieb bis zum 1. April 1994. Dort war er auch bei Regierungen von weiteren 39 afrikanischen Staaten akkreditiert. Von 16. Dezember 1998 bis 14. September 2001 war er Botschafter in Panama-Stadt, dort war er auch bei Regierungen von Jules Albert Wijdenbosch in Suriname und Sam Hinds in Guyana akkreditiert.
Seine Botschaftertätigkeit  in Putrajaya in Malaysia dauerte vom 10. November 2001 bis 20. Juni 2007. Am 11. Dezember 2007 legte er sein Akkreditierungsschreiben bei Wladimir Wladimirowitsch Putin im Moskauer Kreml vor und war zugleich mit Dienstsitz Moskau auch bei den Regierungen von Belarus und Armenien akkreditiert.
| Vorgänger                             | Amt                                                        | Nachfolger                     |
| ------------------------------------- | ---------------------------------------------------------- | ------------------------------ |
| Jorge Palacios Treviño                | Mexikanischer Botschafter in Algier 1991–1994              | Gerardo Sánchez Maleno         |
| Manuel Martínez del Sobral y Penichet | Mexikanischer Botschafter in Panama-Stadt 1998–2001        | José Ignacio Piña Rojas        |
| Ricardo Villanueva Hallal             | Mexikanischer Botschafter in Putrajaya, Malaysia 2001–2007 | Jorge Alberto Lozoya Legorreta |
| Luciano Eduardo Joublanc Montaño      | Mexikanischer Botschafter in Moskau seit 2007              | —                              |